# Campanile (buddismo cinese)

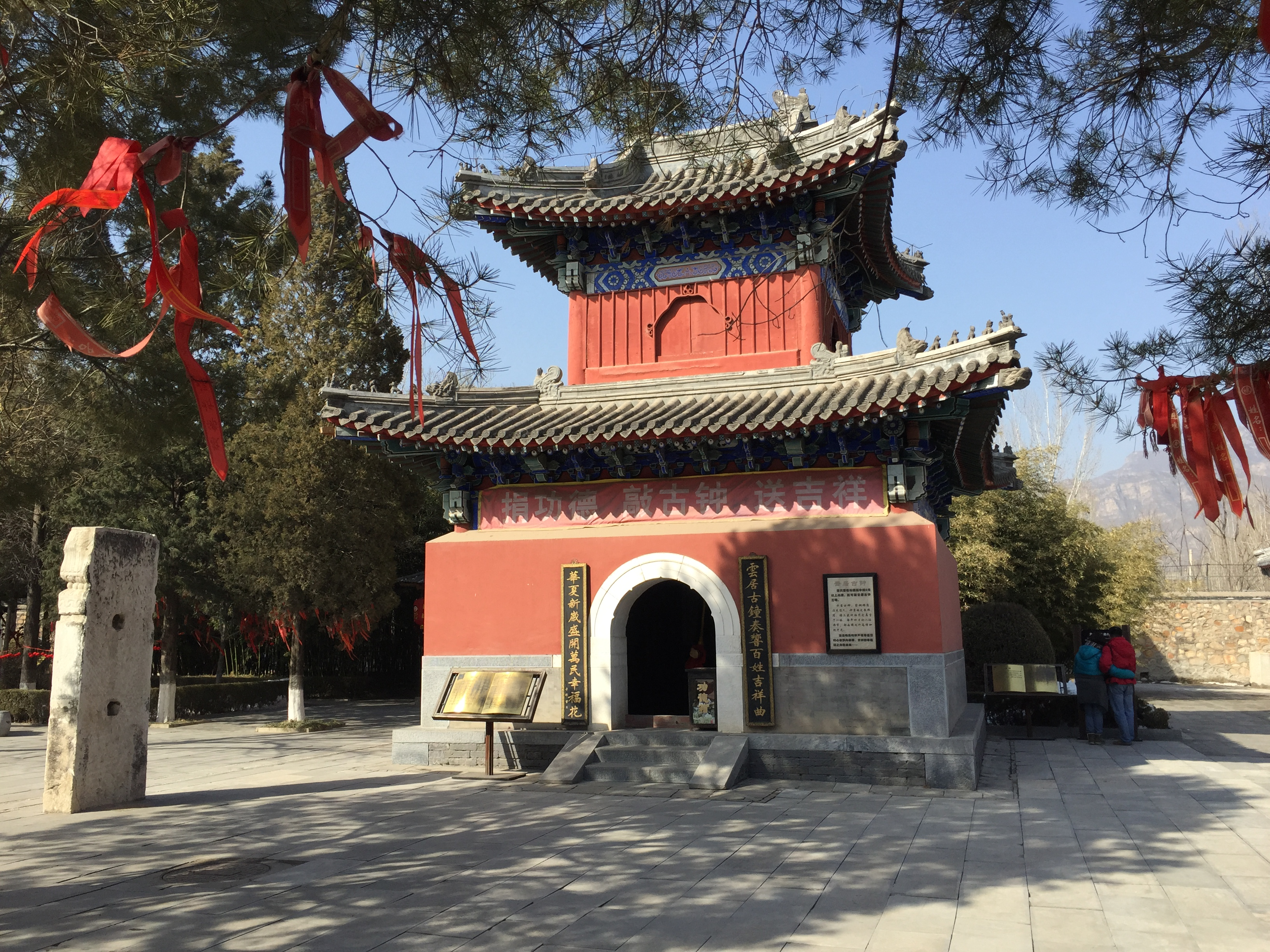
Campanile del Tempio Yunju di Pechino.

Il campanile (zh. 鐘樓T, 钟楼S, Zhōn GlóuP, lett. "Torre della campagna [i.e. Campanile]") è un è un edificio immancabile nei templi buddisti cinesi. Insieme alla Torre del tamburo, è solitamente ubicato sui lati della Sala dei Quattro Re Celesti: occupa il lato sinistro, mentre la Torre del tamburo il destro. Si tratta generalmente d'un padiglione a tre piani con una grande campana appesa al suo interno. Il suono forte e melodioso della campana viene spesso utilizzato per convocare i monaci. Ogni mattina e ogni sera, battere la campana 108 volte simboleggia il sollievo dai 108 problemi nel mondo umano.

## Esempi

### Campanile del tempio Xiantong
Il campanile del tempio Xiantong fu costruito durante la dinastia Ming (1368–1644). Conserva una grande campana di rame, fusa nel 1621–1627, pesante 4 999,75 chilogrammi (11 022,6 lb), dal suono profondo e persistente, udibile a 5 chilometri (3,1 mi) di distanza.

### Campanile Yuan di Pechino
Un campanile alto 33 metri (108 ft), a due piani, con pareti in pietra e mattoni grigi e un tetto vetrato verde, fu costruito a Pechino, allora Dadu, unitamente ad un'altrettanto possente Torre del tamburo, per volontà dell'imperatore Kublai Khan (r. 1271–1294), fondatore della dinastia Yuan.